# Javi López
Javier López Rodríguez (ur. 21 stycznia 1986 w Osunie) – hiszpański piłkarz występujący na pozycji pomocnika w Espanyolu Barcelona.